# Грейси, Арчибальд III
Арчибальд Грейси III (англ. Archibald Gracie III 1 декабря 1832 — 2 декабря 1864) — американский кадровый военный, выпускник Вест-Пойнта, бизнесмен, который стал генералом армии Конфедерации в годы Гражданской войны, отличился в сражении при Чикамоге, и впоследствии погиб при осаде Питерсберга. Отец Арчибальда Грейси IV-го, одного из выживших пассажиров «Титаника»

## Ранние годы
Грейси родился в 1832 году в семье Арчибальда Грейси III-го (1795-1865) и Элизабет Дэвидсон бетюн (-1864). Он принадлежал к богатой нью-йоркской семье, которая занималась скупкой хлопка в алабамском Мобиле. В юности он уехал в Германию и пять лет учился в Гейдельбергском университете. Вернувшись в США он, в 1850 году, поступил в военную академию Вест-Пойнт по квоте от Нью-Йорка. Он учился на одном курсе с Джебом Стюартом, Кастисом Ли и Джеймсом Дешлером. Грейси окончил Вест-Пойнт 14-м по успеваемости в выпуске 1854 года.
Грейси получил временное звание второго лейтенанта и служил в форте Ванкувер, форте Даллас и форте Бойс, а в 1855 году участвовал в экспедиции на Снейк-Ривер. 3 марта 1855 года Грейси получил постоянное звание второго лейтенанта, но уже 31 мая 1856 года уволился из регулярной армии.
В отставке Грейси присоединился к бизнесу своего отца и обосновался в Мобиле, и стал агентом британской фирмы братьев Барингов. Позже он стал президентом банка братьев Баррингов в Мобиле. Он присоединился к роте алабамского ополчения (Washington Light Infantry) и стал её капитаном.

## Гражданская война
Когда в 1861 году Алабама вышла из состава Союза и началась гражданская война, Грейси вступил в армию Конфедерации и стал майором 11-го Алабамского пехотного полка. С марта по апрель 1862 года он командовал небольшой снайперской ротой и сражался при Йорктауне. Уже в июле он был отправлен в Чаттанугу и принял командование бригадой из пяти полков:
- 43-й Алабамский пехотный полк
- 55-й Джорджианский пехотный полк
- 12-й Джорджианский пехотный полк
- 1-й Джорджианский артиллерийский полк
- 1-й Флоридский спешенный полк

Он отличился в боях у Хантсвилла (в Теннесси) и 4 ноября 1862 года получил звание бригадного генерала. Его бригада обеспечивала тыловое охранение при отступлении армии Брэгга после сражения при Перривилле и во время отступления во время Туллахомской кампании.

### Битва при Чикамоге
Во время Чикамогской кампании его бригада состояла из двух полков и нескольких батальонов.:
- 43-й Алабамский пехотный полк, полковник Янг Муди
- 1-й батальон алабамского Легиона Хилларда, подп. Джон Хольт
- 2-й батальон алабамского Легиона Хилларда, подп. Боллинг Холл
- 3-й батальон алабамского Легиона Хилларда, подп. Джон Сэнфорд
- 4-й батальон алабамского Легиона Хилларда, май. Джон МакЛеннан
- 63-й Теннесийский пехотный полк, подп. Абрахам Фалкерсон